# Bulbophyllum alticola
Bulbophyllum alticola är en orkidéart som beskrevs av Rudolf Schlechter. Bulbophyllum alticola ingår i släktet Bulbophyllum och familjen orkidéer. Inga underarter finns listade i Catalogue of Life.